# Matej Dobovšek
Matej Dobovšek (* 30. Juni 1990) ist ein ehemaliger slowenischer Skispringer.

## Werdegang
Dobovšek, der für den SK Triglav Kranj startete, begann seine internationale Karriere 2005 bei FIS-Springen in seiner Heimat Kranj. Im Juli 2007 begann er mit dem Springen im FIS-Cup in Bischofshofen. Im Februar 2008 gelang ihm in Szczyrk dabei erstmals der Sprung unter die besten zehn. In der Gesamtwertung belegte er am Ende der FIS-Cup-Saison den 74. Platz. Bei den Slowenischen Meisterschaften in Skispringen 2008 in Kranj erreichte er mit dem Team den dritten Platz. Im Juli 2008 startete er in Kranj erstmals im Skisprung-Continental-Cup, wurde jedoch in seinem ersten Springen disqualifiziert. Auch ein Jahr später in Velenje wurde er erneut disqualifiziert. Bei den Slowenischen Meisterschaften in Skispringen 2010 in Kranj gewann Dobovšek mit dem Team die Goldmedaille. Am 16. Januar 2010 beendete er in Titisee-Neustadt erstmals ein Continental-Cup-Springen auf dem 41. Platz. Ab Juli 2010 sprang er fest im Continental Cup und erreichte im September 2010 in Almaty erstmals die Punkteränge mit einem 19. Platz.
Bei der Winter-Universiade 2011 im türkischen Erzurum konnte er sowohl auf der Normal- als auch auf der Großschanze jeweils die Goldmedaille erringen. Mit der slowenischen Mannschaft belegte er zudem den zweiten Rang im Mannschaftswettbewerb. Wenige Tage später gewann er einen FIS-Cup in seiner Heimat Kranj. Beim Continental Cup in Iron Mountain eine Woche später gelang ihm der erste Continental Cupsieg seiner Karriere. Nach weiteren guten Leistungen im Continental Cup stand er wenige Wochen später in Kuopio als zweiter erneut auf dem Podest.
Bei den Slowenischen Meisterschaften im Skispringen 2013 in Kranj erreichte er mit dem Team SSK Triglav 2 im Mannschaftsspringen Platz 8. Im Juli 2013 startete er ein letztes Mal im Rahmen des FIS-Cups von Villach.

## Erfolge

### Continental-Cup-Siege im Einzel
| Nr. | Datum            | Ort           | Typ         |
| --- | ---------------- | ------------- | ----------- |
| 1.  | 13. Februar 2011 | Iron Mountain | Großschanze |